# سوپ اسفناج
سوپ اسفناج سوپی است که از اسفناج به عنوان ماده اولیه تهیه می‌شود. یک غذای رایج در سراسر جهان، سوپ را می‌توان به عنوان سوپ بر پایه آبگوشت یا سوپ خامه ای تهیه کرد و می‌توان از آن به عنوان سوپ خامه ای اسفناج یاد کرد. در چین، سوپ اسفناج و توفو به عنوان «سوپ زمرد و یشم سفید» نیز شناخته می‌شود. اسفناج و توفو به ترتیب نشان دهنده زمرد و یشم سفید هستند، و بنابراین خود سوپ اسفناج را می‌توان «سوپ زمرد» نامید. می‌توان از اسفناج تازه، کنسرو شده یا منجمد استفاده کرد و اسفناج را می‌توان به صورت کامل، پوره یا خرد شده استفاده کرد. مواد اضافی می‌تواند شامل پیاز، پیاز سبز، هویج، کرفس، گوجه فرنگی، سیب زمینی، آب لیمو، روغن زیتون، چاشنی‌ها، نمک و فلفل باشد. سوپ اسفناج معمولاً گرم سرو می‌شود، اما می‌توان آن را به عنوان سوپ سرد نیز سرو کرد. قبل از سرو، می‌توان روی آن را با موادی مانند خامه ترش و کرم فریش تزئین کرد.

## نگارخانه

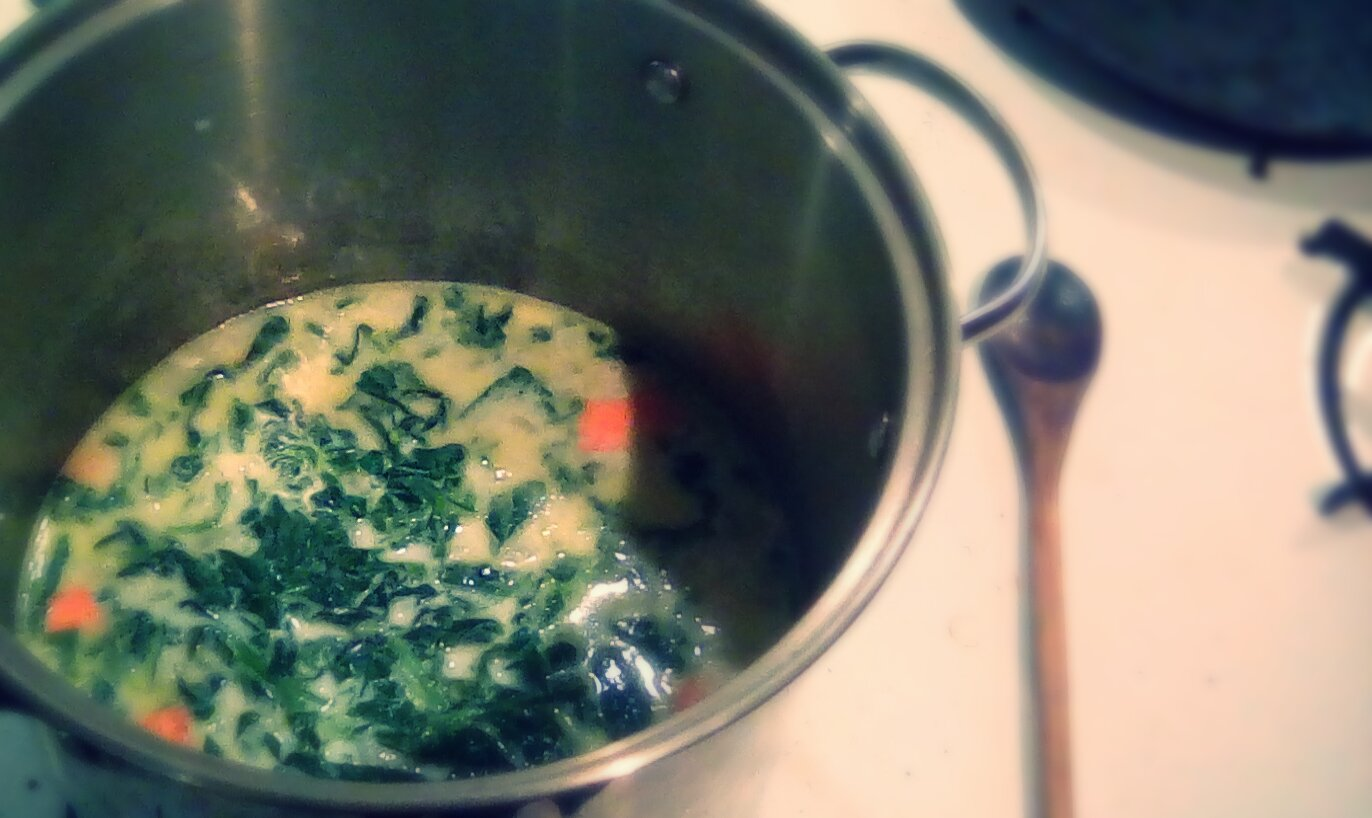
خامه سوپ اسفناج در حال پخت
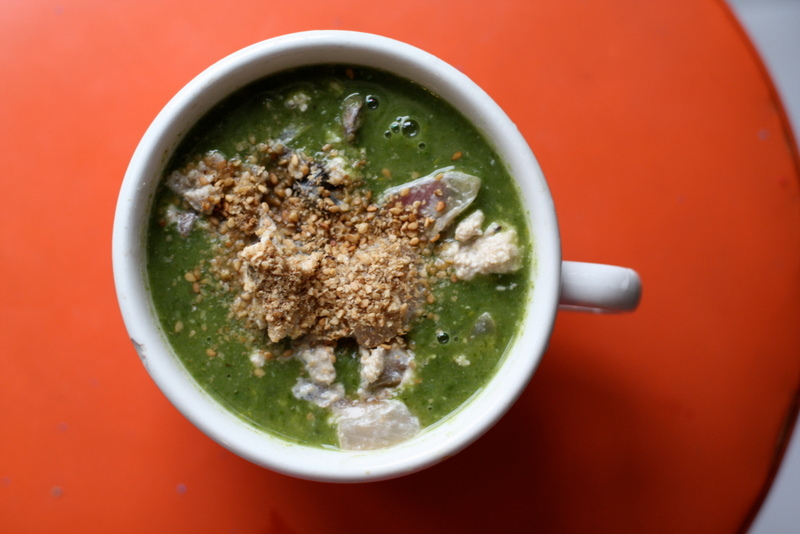
سوپ اسفناج با تزئین
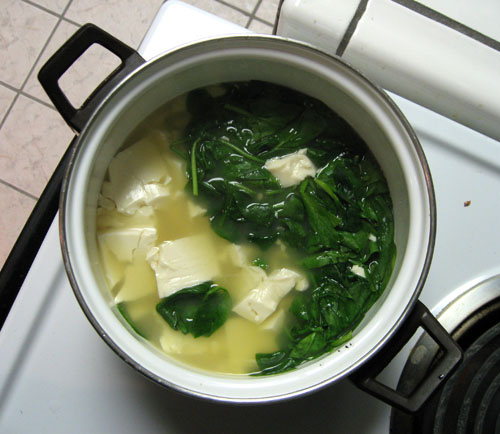
سوپ اسفناج با توفو
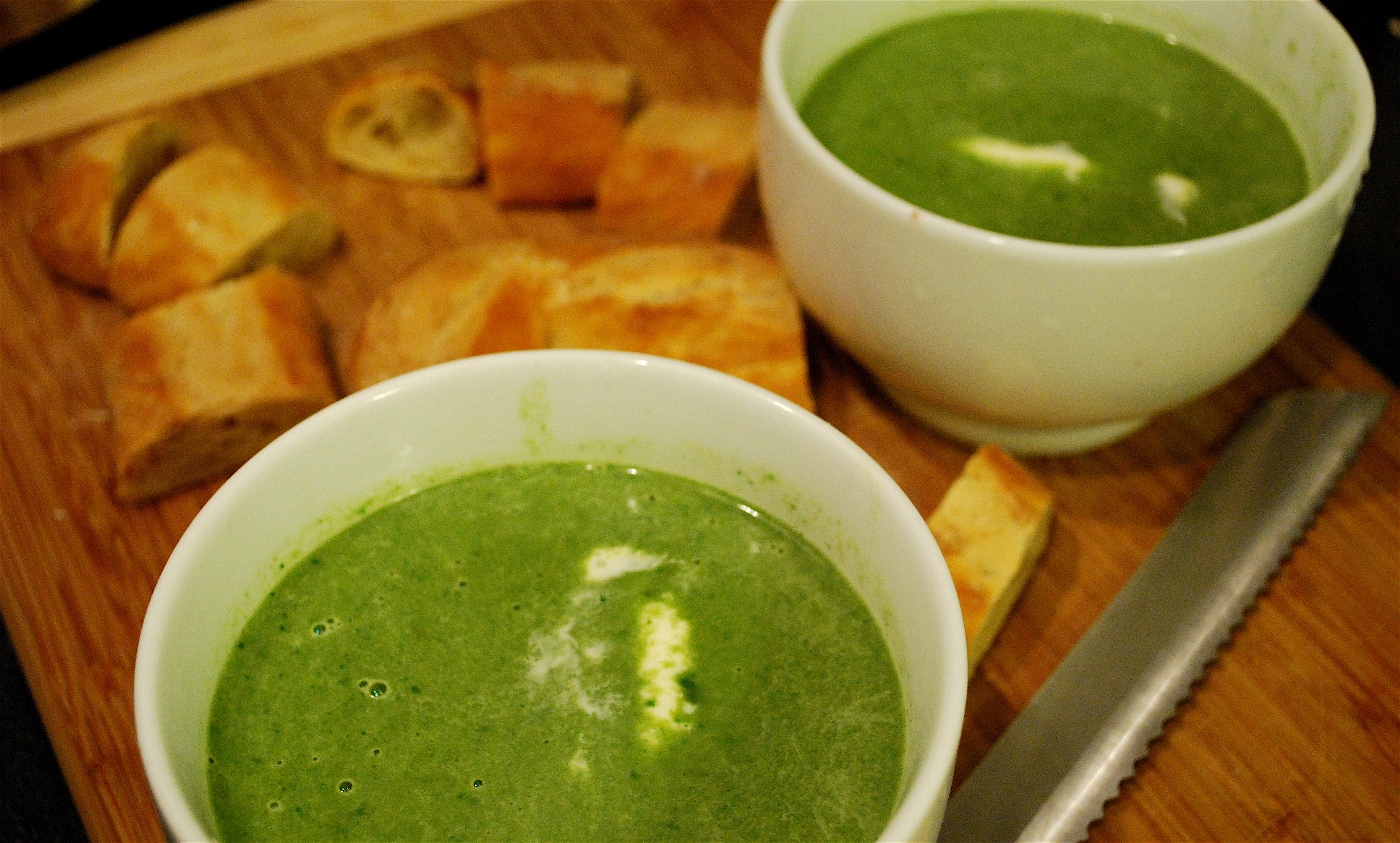
سوپ سیر سبز و اسفناج، روی آن کرم فریشه
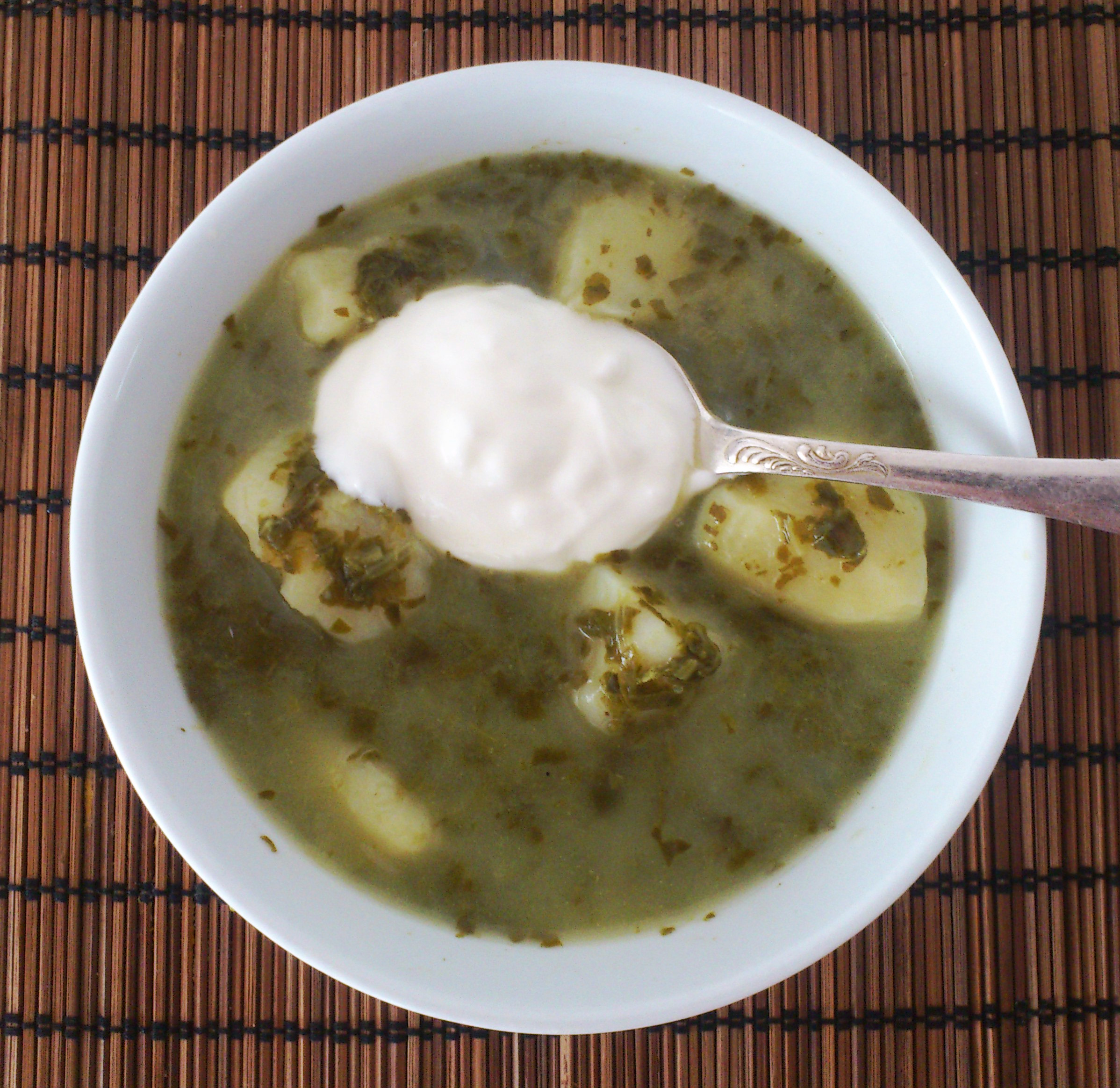
گل گاوزبان سبز با اسفناج و سیب زمینی، روی آن اسمتانا
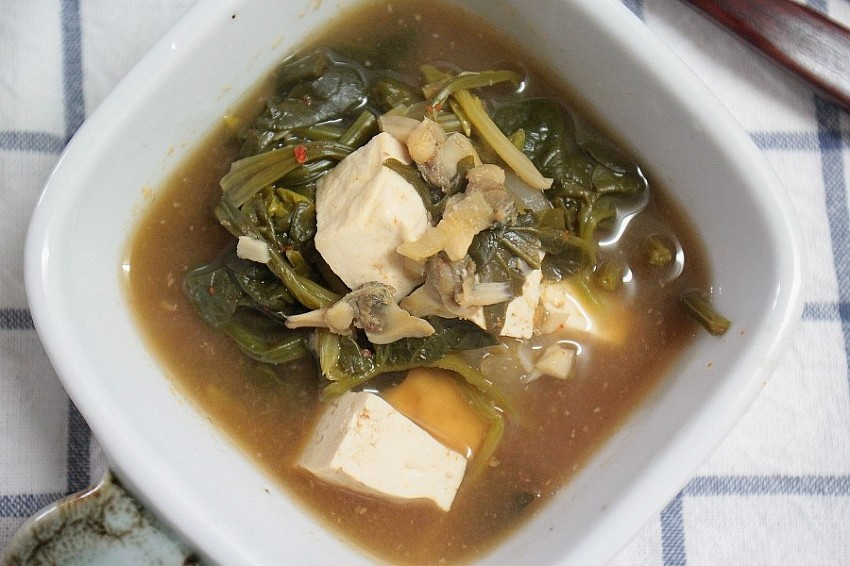
Sigeumchi- doenjang - guk (سوپ خمیر سویا اسفناج)
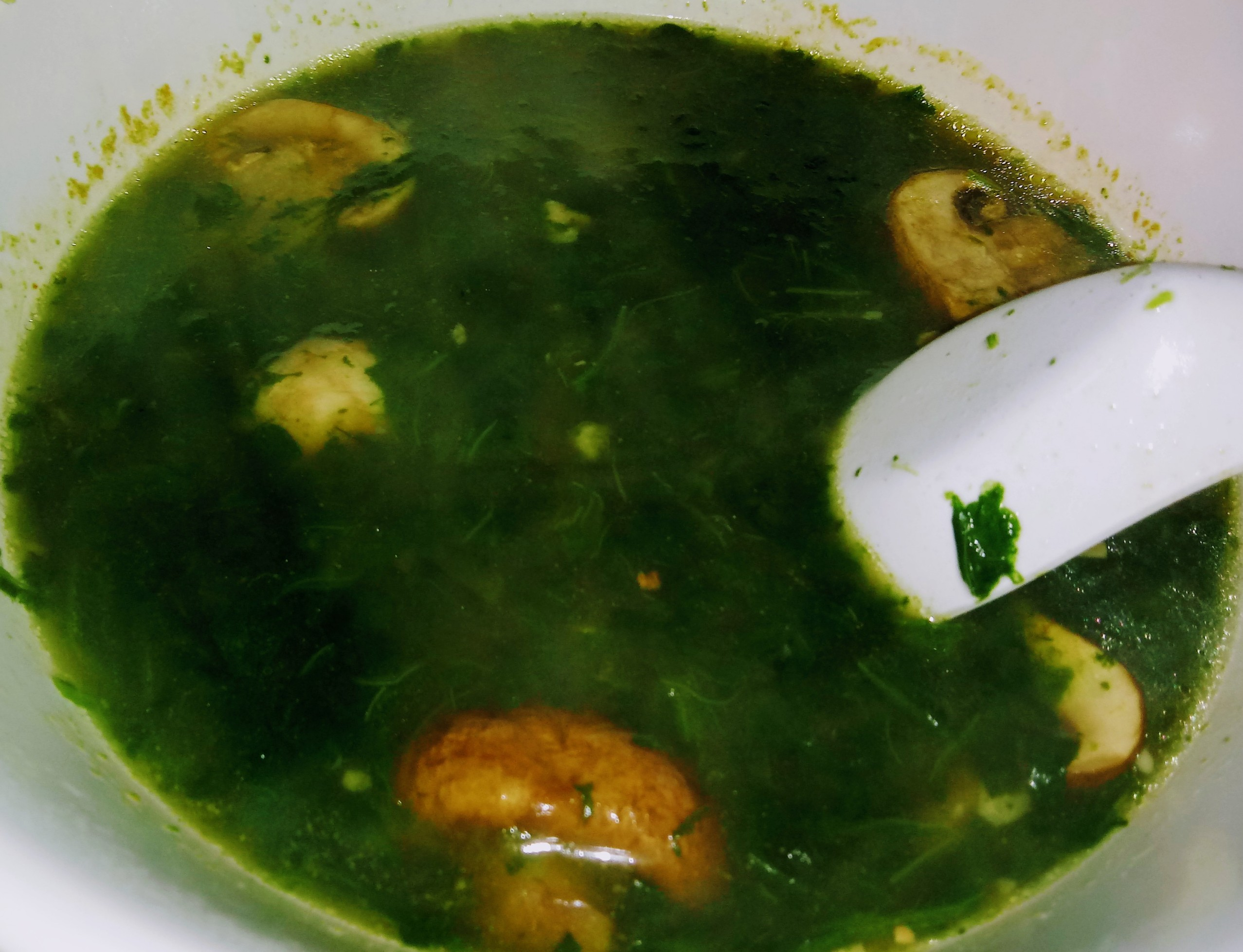
سوپ میهنی سلسله سونگ (چین) (نسخه اسفناج)
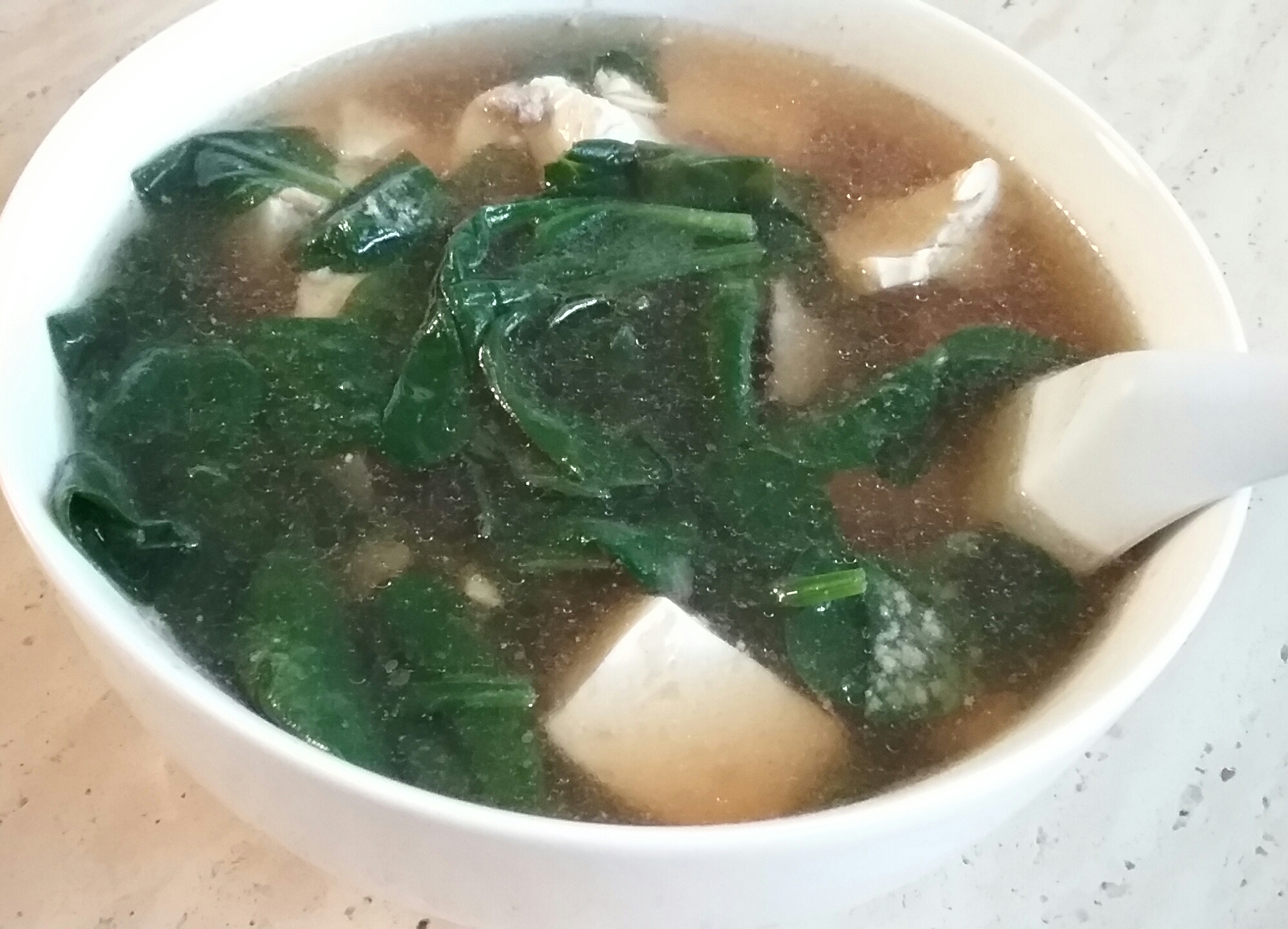
یک کاسه سوپ اسفناج و توفو به سبک چینی که معمولاً به عنوان "سوپ زمرد و یشم سفید" شناخته می‌شود.